# La Belle Époque (film)
La Belle Époque is een Franse film van Nicolas Bedos die werd uitgebracht in 2019. 

## Samenvatting
Victor en Marianne zijn twee zestigers die al vele jaren getrouwd zijn. In tegenstelling tot zijn energieke en flamboyante echtgenote geeft Victor, een begaafde tekenaar van stripverhalen, een slome en vooral gedesillusioneerde indruk. De enthousiaste Marianne is helemaal gewonnen voor de moderne door technologie bepaalde wereld. Victor voelt zich teleurgesteld door de huidige maatschappij waar zijn vakmanschap er nog amper toe doet. Hij voelt zich niet zozeer achterhaald, al het technologisch nieuwe interesseert hem doodgewoon niet. Marianne raakt meer en meer uitgekeken op Victor en gooit hem op een dag aan de deur.
Om zijn vader op te beuren trakteert zijn zoon Maxime hem op een avond die wordt georganiseerd door zijn goede vriend Antoine. 'Les Voyageurs du temps', het entertainmentbedrijf van Antoine, biedt haar klanten de mogelijkheid om een favoriet stukje verleden te herbeleven. Met het oog op een maximale werkelijkheidsillusie verzorgt het bedrijf een meticuleuze historische reconstructie die wordt ondersteund door acteerwerk, decor en toneeltrucages. 
Victor gaat in op het aanbod van Maxime. Hij opteert voor de herbeleving van zijn eerste ontmoeting met zijn grote liefde Marianne: in het café La Belle Époque in Lyon beleefde hij in 1974 de meest memorabele avond van zijn leven. 

## Rolverdeling
| Acteur          | Personage                              |
| --------------- | -------------------------------------- |
| Daniel Auteuil  | Victor                                 |
| Guillaume Canet | Antoine                                |
| Doria Tillier   | Margot                                 |
| Fanny Ardant    | Marianne, de vrouw van Victor          |
| Pierre Arditi   | Pierre                                 |
| Denis Podalydès | François, de minnaar van Marianne      |
| Michaël Cohen   | Maxime, de zoon van Victor en Marianne |
| Jeanne Arènes   | Amélie                                 |